# HYBE UMG
HYBE UMG（韓語：하이브 유니버설），商業名稱HYBE x Geffen，是一間美國娛樂經紀公司。2021年由韓國娛樂公司HYBE與環球音樂旗下格芬唱片公司合資成立，現為HYBE的美國總部HYBE AMERICA旗下子公司。目前旗下藝人有團體KATSEYE。

## 歷史
2021年2月18日，Big Hit娛樂（現HYBE）和環球音樂宣佈擴大戰略合作夥伴關係，兩家公司將密切合作，Big Hit娛樂與格芬唱片公司成立新的合資廠牌，為全球音樂市場推出一個新男團，男團成員將於2022年透過全球選秀節目計劃選出。
2021年11月4日，男團計畫改為女團，HYBE宣布將與環球音樂旗下的Geffen Records共同推出全球女性流行團體出道項目「HYBE X GEFFEN 全球女子團體選秀」。
2023年9月2日，製作的選秀節目《The Debut: Dream Academy》播出，經過一連串的競爭，同年11月18日，在決賽新女團KATSEYE正式成立，並成為公司旗下第一組藝人團體。
2024年4月1日，HYBE將持有HYBE UMG的全部股份轉讓給子公司HYBE AMERICA。
2024年6月28日，旗下女團KATSEYE發行單曲《Debut》出道。

## 旗下藝人

### 團體
- KATSEYE

## 影視製作
- 2023年《The Debut: Dream Academy》